# Garay László (botanikus)
Garay László, vagy nemzetközileg ismert nevén Leslie Andrew Garay (Hosszúhetény, 1924. augusztus 6. – 2016. augusztus 19.) magyar születésű amerikai botanikus, orchideatudós. A Harvard Egyetemen 1958-tól az Oakes Ames Orchidea Herbarium kurátora volt, Charles Schweinfurth után. 1957-ben Guggenheim-ösztöndíjat kapott. Botanikai szakmunkákban nevének rövidítése: „Garay”.

## Élete és munkája
A pécsi ciszterci gimnáziumban érettségizett 1943-ban. A második világháború után vándorolt ki Magyarországról Kanadába, majd az Egyesült Államokba költözött. Szakmája a taxonómia volt, ezen belül a virágos növényekre szakosodott. Az orchiedáknak nem csak a besorolásán dolgozott, hanem nagy gyűjtő is volt. Különösen a trópusi Amerika ls Délkelet-Ázsia orchideái érdekelték.
Az orchideák besorolásának elméletére nagy befolyást gyakorolt. Számos nemzetség taxonómiáját írta újra, mint például a lepkekosborokét. Amellett, hogy sok fajt más nemzetségbe sorolt át, több új nemzetséget is definiált, mint a Chaubardiella (1969-ben) és az Amesiella (1972-ben).

## Fontos publikációi közül
- Venezuelan Orchids, Galfrid C. K. Dunsterville & Leslie A. Garay, éd. Andre Deutsch, Londres & Amsterdam, 1959–76, 334 pp. ISBN 0233964118
- Natural & artificial hybrid generic names of orchids, 1887-1965, 1966, Botanical Museum leaflets, Harvard University, 212 pp.
- Flora of the Lesser Antilles: Orchidaceae , 1974, Garay, Los Angeles, HR Sweet, éd. Amer Orchid Soc. ISBN 99941-1-617-7
- Orchids of Southern Ryukyu Islands, 1974, Leslie A. Garay & Herman R. Sweet, éd. Botanical Museum, Harvard University, 180 pp.
- Orchidaceae, Cypripedioideae, Orchidoideae, Neottioideae, vol. 9 de Flora of Ecuador, éd. NFR, 304 pp.
- Orchids Venezuela,  Galfrid C. K. Dunsterville & Leslie A. Garay, 3 volumes, 1979, Publ. Oakes Ames Orchid Herbarium of the Botanical Museum of Harvard University. Cambridge, Massachusetts
- Systematics of the genus Stelis SW, 1979, Harvard University, Botanical Museum leaflets, 259 pp.
- Index to the orchid herbarium of Oakes Ames in the Botanical Museum of Harvard University, 1989, ed. Chadwyck-Healey, 204 pp. ISBN 0-89887-080-1

## Tiszteletére
A következő növényeket nevezték el Garay tiszteletére:
Nemzetségek
- (Orchidaceae)  Garayanthus Szlach.[12]
- (Orchidaceae) Garaya Szlach.[13]
- (Orchidaceae)  Lesliea Seidenf.[14]

Fajok
- (Orchidaceae) Apatostelis garayi Dunst.[15]
- (Orchidaceae) Ascocentrum garayi Christenson, 1992[16]
- (Orchidaceae) Brassia garayana M.W.Chase[17]
- (Orchidaceae) Cranichis garayana Dodson & R.Vásquez[18]
- (Orchidaceae) Dendrobium garayanum A.D.Hawkes & A.H.Heller[19]
- (Orchidaceae) Diaphananthe garayana Szlach. & Olszewski[20]
- (Orchidaceae) Epidendrum garayi Lojtnant[21][22]
- (Orchidaceae) Gongora garayana R.Rice[23][24]
- (Orchidaceae) Habenaria garayana Szlach. & Olszewski[25]
- (Orchidaceae) Lepanthes garayi T.Hashim.[26]
- (Orchidaceae) Maxillaria garayi D.E.Benn. & Christenson[27]
- (Orchidaceae) Otoglossum garayanum Szlach. & Kolan.[28]
- (Orchidaceae) Pabstiella garayi (Pabst) Luer[29][30]
- (Orchidaceae) Schiedeella garayana R.González[31]
- (Orchidaceae) Schlimia garayana H.R.Sweet[32]
- (Orchidaceae) Stelis garayi (Dunst.) Carnevali & I.Ramírez[33]
- (Orchidaceae) Stigmatosema garayanum Szlach.[34]
- (Orchidaceae) Sutrina garayi Senghas[35]

## Fordítás
- Ez a szócikk részben vagy egészben  a   Leslie Andrew Garay című angol Wikipédia-szócikk ezen változatának fordításán alapul.  Az eredeti cikk szerkesztőit annak laptörténete sorolja fel. Ez a jelzés csupán a megfogalmazás eredetét és a szerzői jogokat jelzi, nem szolgál a cikkben szereplő információk forrásmegjelöléseként.